# Le Sars
Le Sars település Franciaországban, Pas-de-Calais megyében. Lakosainak száma 156 fő (2022. január 1.). Le Sars Warlencourt-Eaucourt, Ligny-Thilloy, Martinpuich, Courcelette, Flers és Pys községekkel határos.

## Népesség
A település népességének változása:
| Lakosok száma | 171  | 178  | 180  | 180  | 173  | 167  | 160  | 158  | 156  |
|               | 2013 | 2015 | 2016 | 2017 | 2018 | 2019 | 2020 | 2021 | 2022 |